# .ao
.ao è il dominio di primo livello nazionale assegnato all'Angola.